# Club Deportivo Peña Azagresa
El Club Deportivo Peña Azagresa es un equipo de fútbol navarro de la localidad de Azagra que ha militado varias temporadas en la Tercera División de España, categoría en la que compite actualmente.

## Historia
El C.D. Peña Azagresa se fundó en 1925, aunque unos años antes ya se jugaba al fútbol en la localidad.
A lo largo de su historia, ha militado hasta 4 temporadas en 3ª División, ascendiendo por primera vez la temporada 2007/08. Actualmente juega en 3ª División y su filial en la 1ª Regional.
Como curiosidad, y por motivo de su 90 aniversario, el actor Santi Rodríguez lució una camiseta de este club en varios capítulos de Gym Tony.
El año 2019 se recordará como uno de los más memorables en la historia del club, lográndose el ascenso a 7 jornadas del final, siendo el equipo más goleador y el menos goleado. Y consiguiente con ello acceder por primera vez en la historia a la Copa del Rey.
En noviembre de 2019, participaría por primera ver en la misma, eliminando en la ronda previa a la Unión Deportiva Fraga por 0-1 con gol de Gonzalo Murugarren.
En la primera eliminatoria se enfrentaría al Real Club Celta de Vigo.
Debido a problemas televisivos, el partido no se pudo disputar en el Miguel Sola. Siendo este disputado en la Planilla de Calahorra, donde en la entrada más histórica de un partido de la Peña Azagresa, se juntaron más de 3.600 aficionados.
El 19 de diciembre se disputaría el primer partido de la historia de la Peña contra un Primera División en competición oficial. La alineación fue la siguiente:
C.D. Peña Azagresa: Álvaro; Champi, Sergio (Edu, m.58), Manza, Gonzalo, Héctor, Pastor, Yeyu (Pablo, m.75), Izco; Bicho (Virto, m.72) y Miguel.
R.C. Celta de Vigo: Rubén Blanco; Hugo Mallo, David Costas, Jorge Sáenz (Carreira, m.52), Kevin; Juan Hernández (Losada, m.72), Fran Beltrán, Pape Cheikh (Brais Méndez, m.83), Bermejo; Gabriel Fernández y Santi Mina.
Goles: 0-1. M.45: Juan Hernández. 0-2. M. 69: Juan Hernández.
Arbitro: Soto Grande. Amonestó a Champi y Pablo, de la Peña Azagresa; y a Jorge Sáenz, Fran Beltrán y Gabriel Fernández, del Celta.

### Historial deportivo
| Temporada | División        | Posición | Copa del Rey  |
| --------- | --------------- | -------- | ------------- |
| 1929–03   | Regional        | —        |               |
| 2003/04   | 1º Regional     | 5º       |               |
| 2004/05   | Reg. Preferente | 2º       |               |
| 2005/06   | Reg. Preferente | 2º       |               |
| 2006/07   | Reg. Preferente | 4º       |               |
| 2007/08   | Reg. Preferente | 1º       |               |
| 2008/09   | 3ª División     | 16º      |               |
| 2009/10   | 3ª División     | 15º      |               |
| 2010/11   | 3ª División     | 20º      |               |
| 2011/12   | Reg. Preferente | 2º       |               |
| 2012/13   | 3ª División     | 19º      |               |
| 2013/14   | Reg. Preferente | 9º       |               |
| 2014/15   | Reg. Preferente | 5º       |               |
| 2015/16   | 1º Autonómica   | 6º       |               |
| 2016/17   | 1º Autonómica   | 3º       |               |
| 2017/18   | 1º Autonómica   | 4º       |               |
| 2018/19   | 1º Autonómica   | 1º       |               |
| 2019/20   | Copa del Rey    |          | Primera Ronda |
| 2019/20   | 3ª División     |          |               |
|           |                 |          |               |

## Junta directiva
La actual junta directiva del club la componen las siguientes personas:
- Presidente:  Goyo Regaira Berisa
- Vicepresidente:  Javier Osés Virto.
- Secretario:  Iván Azcona Solano
- Vocales:  Raimundo Ríos Lorenzo
  Iñaki Fuertes Delgado
  Rafael Marín Rodríguez
  Sergio Rodríguez López.

## Uniforme
1ª Equipación: Camiseta negra y amarilla a rayas verticales, pantalón negro y medias negras.

2ª Equipación: Camiseta celeste, pantalón celeste y medias celestes.

## Estadio
El C.D. Peña Azagresa disputa sus partidos como local en el campo de fútbol Miguel Sola, situado junto al complejo deportivo de la localidad. Fue construido en 1973 e inaugurado el 12 de septiembre con un partido entre el conjunto local y el Club Atlético Osasuna. Actualmente es de hierba artificial y cuenta con unas dimensiones de 100 x 60 metros, el campo fue remodelado a finales de 2015 por última vez, dotándolo de hierba artificial de última generación.

## Filial
El C.D. Peña Azagresa B se fundó en la temporada 2008/09, terminando la temporada como 1º clasificado del Grupo 1 de la 1ª Regional, logrando el ascenso a la Regional Preferente.
En la temporada siguiente, la 2009/10, terminó colista del Grupo Sur de la Preferente de Navarra, volviendo a la regional navarra hasta la temporada 2015/16 que de la mano de Mikel Ramos consiguieron establecer los registros más altos de este equipo en toda su historia y marcando un récord en todo el club de puntos obtenidos fuera de casa. Culminándose este trabajo con el ascenso a Preferente tras la desaparición del Tudela Fútbol Club 1999.

## Escuela de Fútbol Base
El club azagrés tiene varios equipos de fútbol base agrupados en la denominada Escuela de Fútbol Base o EFB. Actualmente cuenta con un equipo en categoría juvenil, cadete, infantil, benjamín y con dos equipos en categoría alevín y pre-benjamín.

## Torneo Villa de Azagra
La Peña Azagresa, junto con el Ayuntamiento de Azagra, organizan cada año desde 2013 el "Torneo Villa de Azagra - EFB C.D. Peña Azagresa" en categoría cadete para fomentar la escuela de fútbol base y en el que participan clubes de la zona. En los años 2015 y 2016 gracias a la labor del coordinador del club, Mikel Ramos, participaron clubes de 1ª y 2ª División. Clubs históricos del panorama nacional como Osasuna, Athletic, Real Sociedad, Numancia, Éibar, Zaragoza, Alaves.

## Premios y galardones
El C.D. Peña Azagresa recibió en 2015 el reconocimiento "Amigos de Azagra" por parte del Ayuntamiento de Azagra, con motivo de su 90 aniversario.